# Vologas VI.
Vologas VI. Partski (perzijsko بلاش ششم, Balaš), zadnji veliki kralj Partskega cesarstva, ki je vladal od leta 208 do 228, * 181, † 228, Mezopotamija.
Perzijski prestol je nasledil od svojega očeta Vologasa V. (vladal 191–208). Kmalu po prevzemu oblasti se mu je brat Artaban V. (vladal 216–224) uprl in zavladal v vzhodnemu delu Partskega cesarstva. Vologas je zato vladal samo v delu Babilonije, vendar je koval svoj denar vse do leta 228.
Ardašir I. (vladal 226-241), ustanovitelj Sasanidskega cesarstva,  je leta 224 ubil Artabana V. in osvojil vzhodne partske province. V naslednjih nekaj letih je še razširil svoje novo  cesarstvo in verjetno okoli leta 228 izgnal ali porazil Vologasa VI.. Po Vologasovi smrti je Partsko cesarstvo ugasnilo. Zamenjalo ga je Sasanidsko cesarstvo.
| Vologas VI. Arsakidska dinastijaRojen: 181 Umrl: 228 |                                                  |                                 |
| Vladarski nazivi                                     |                                                  |                                 |
| Predhodnik: Vologas V.                               | Veliki kralj (šah) Partskega cesarstva 208 - 228 | Naslednik: Ardašir I. Perzijski |

## Vira
- Kasij Dion, Rimska zgodovina, lxxvii, 12.
- Encyclopædia Britannica, 11. izdaja, Cambridge University Press, 1911.